# Calyptorhynchus banksii
Calyptorhynchus banksii là một loài chim trong họ Cacatuidae.
Đây là một loài bản địa Úc. Những chim trống trưởng thành có một dải màu đỏ sáng trên đuôi. Loài này phổ biến hơn ở các khu vực khô hơn của lục địa. Năm phân loài được công nhận, khác biệt đáng kể nhất trong kích thước của mỏ. Mặc dù các phân loài phía bắc được phổ biến rộng rãi hơn, hai phân loài phía Nam đang bị đe dọa.
Loài này thường được tìm thấy ở rừng bạch đàn, hoặc dọc theo các dòng nước. Ở các vùng phía bắc của đất nước, chúng thường thấy ở các đàn lớn. Chúng ăn hạt và làm tổ trong các hốc cây, và như vậy phụ thuộc vào cây có đường kính khá lớn, thường là bạch đàn. Các quần thể ở phía đông nam Úc đang bị đe doạ bởi nạn phá rừng và các thay đổi về môi trường sống khác.

## Phân loại và đặt tên
Khu phức hợp loài được nhà khoa học John Latham mô tả lần đầu tiên vào năm 1790 dưới tên John Latham năm 1790 với danh pháp Psittacus banksii, để tưởng niệm nhà thực vật học người Anh là Sir Joseph Banks. Vẹt mào đen đuôi đỏ cũng có sự khác biệt là loài chim đầu tiên từ Đông Úc được minh họa bởi một người châu Âu, một con chim trống, có lẽ được thu thập ở sông Endeavour ở bắc Queensland, được vẽ bởi nhà soạn thảo Banks của Sydney Parkinson năm 1770. Latham đã thực hiện trước một chút, nhà thiên văn học người Anh George Shaw đã mô tả Psittacus magnificus từ một mẫu thu thập đâu đó ở Port Jackson (nay là vùng Sydney).. Trong nhiều năm, loài này được gọi là Calyptorhynchus magnificus, được đề xuất bởi Gregory Mathews năm 1927 vì tên của Shaw trước phiên bản năm 1790 của Latham. Trong nhiều thập kỷ, đề xuất của Mathews đã được nhiều nhà có uy tín chấp nhận, mặc dù không rõ ràng liệu tài liệu tham khảo Port Jackson ban đầu có liên quan đến cái đuôi đen đuôi hoặc, có khả năng là là loài vẹt mào đen bóng. Năm 1994, ICZN đã chấp nhận đơn xin giữ danh pháp Calyptorhynchus banksii là danh pháp khoa học được chấp thuận bởi ICZN. The red-tailed black cockatoo is the type species of the genus Calyptorhynchus, danh pháp này lấy từ tiếng Hy Lạp cổ đại calypto-/καλυπτο- "giấu" và rhynchus/ρυγχος "mỏ". The change was first made by Anselme Gaëtan Desmarest in 1826.
Năm 1827, Jennings đề xuất tên Psittacus niger cho loài chim này. Sự kết hợp nhị thức đã được Carl Linnaeus sử dụng cho vẹt vasa nhỏ năm 1758, và bởi Johann Friedrich Gmelin cho cây cọ vào năm 1788; Do đó nó đã không hợp lệ mặc dù cả hai loài khác đã được biết đến bởi tên khác nhau vào thời đó. Các tên thông thường thay thế bao gồm cà chua đen của Banks, cá vược đen Thái Lan, hoặc cừu vượn đen. [14] Người thổ dân ở bán đảo Cape York ở trung tâm có nhiều tên cho con chim: (minha) pachang ở Pakanh; (Inh -) inhulg ở Uw Oykangand; Và (inh -) anhulg ở Uw Olkola. (Ngữ vạch (inh - or minha) là một tiêu đề có nghĩa là 'thịt' hoặc 'động vật')  Ngarnarrh hay KarnamarrTo là các thuật ngữ sử dụng bởi người Gunwinggu ở Arnhem Land.. Ở Trung Úc, phía tây nam của Alice Springs, thuật ngữ Pitjantjatjara cho phân loài C. b. samueli là iranti. Karrak. Karrak là một thuật ngữ Noongar thu được từ cuộc gọi cho cuộc đua phía tây nam C. b. naso. Trong ngôn ngữ của Bungandidj ở nam-đông Nam Úc và tây Victoria, con chim này được gọi là treen.

## Hình ảnh

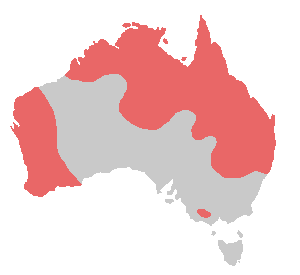
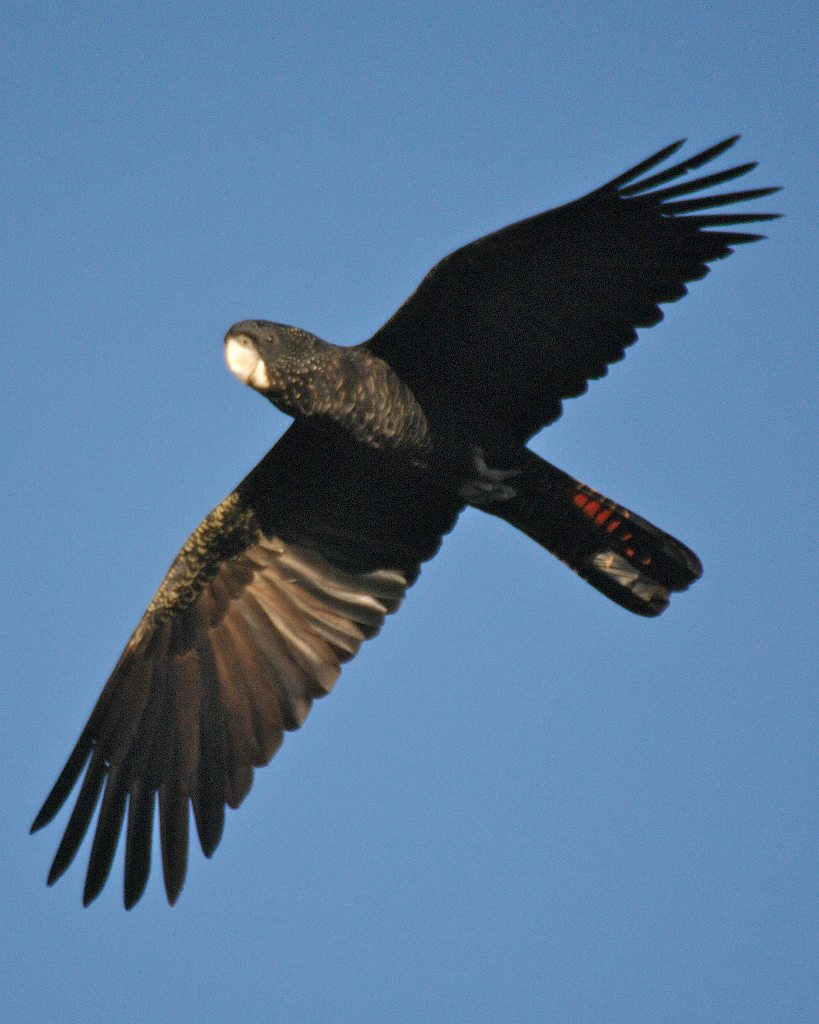
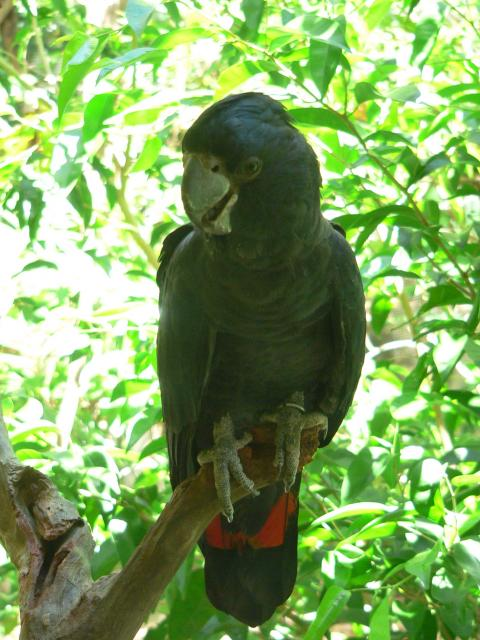
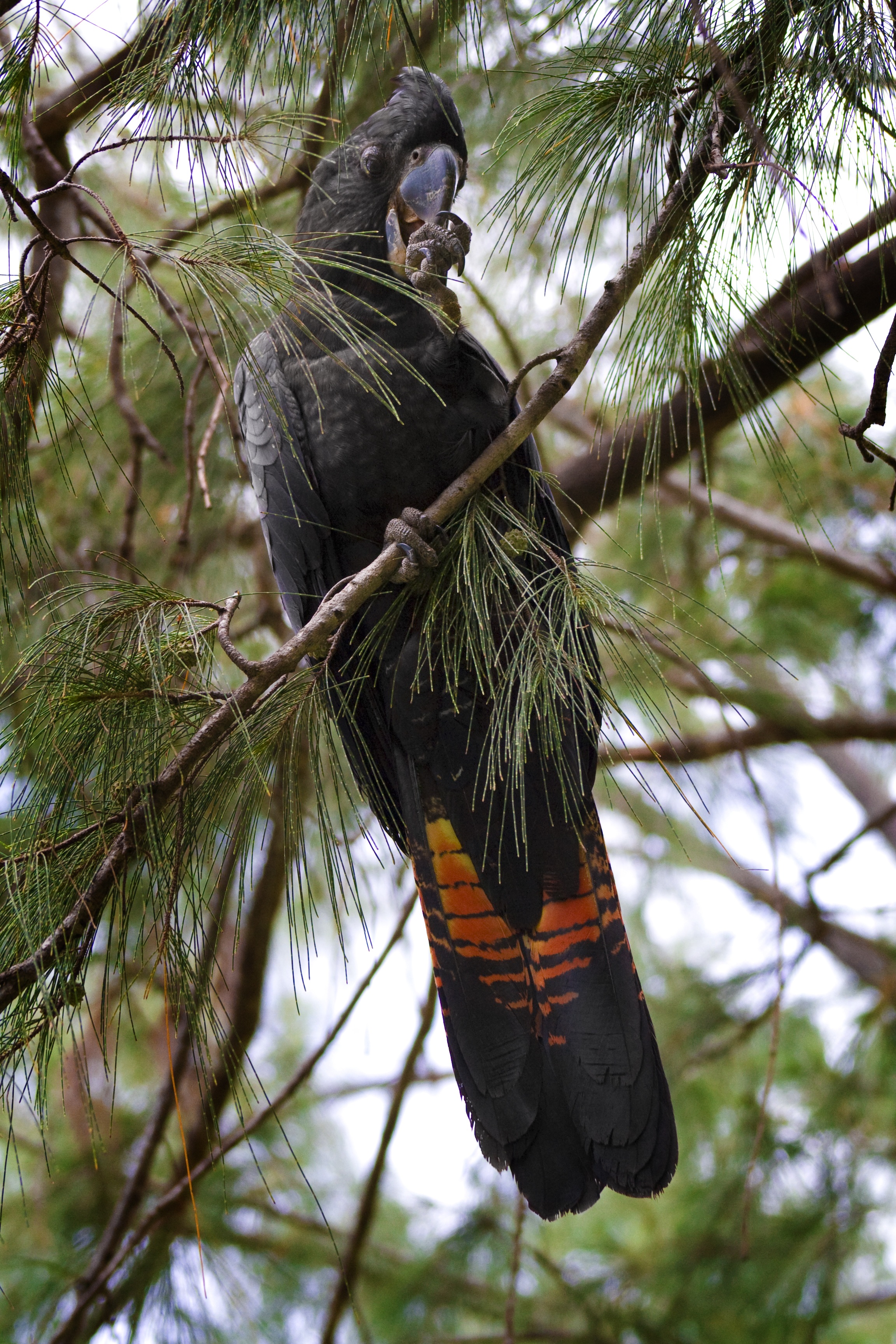
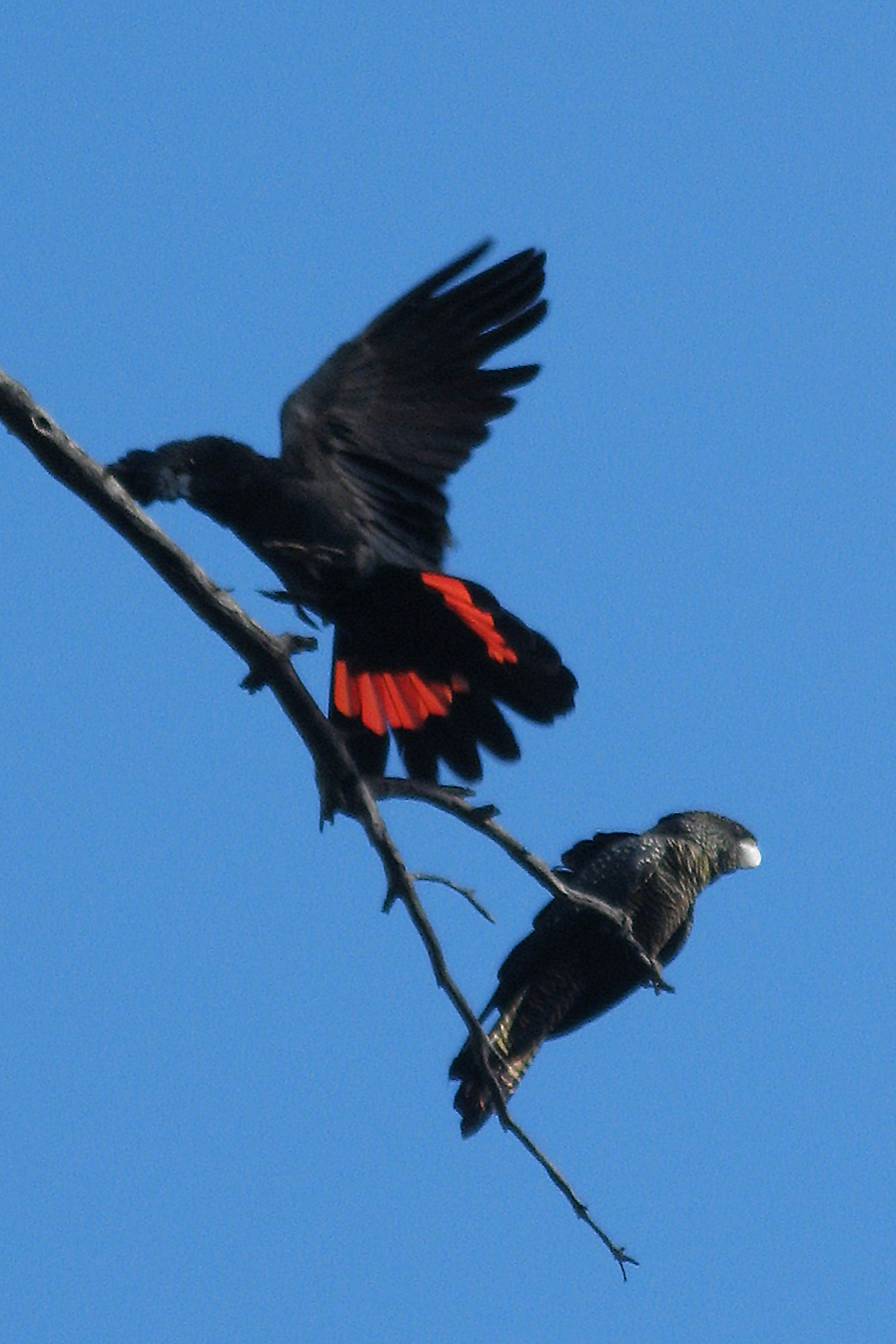